# 1-Désoxy-D-xylulose-5-phosphate
Le 1-désoxy-D-xylulose 5-phosphate (DOXP) est un intermédiaire de la voie du méthylérythritol phosphate (voie « non mévalonique ») de biosynthèse des terpénoïdes. 